# 2408 Astapovich
2408 Astapovich eller 1978 QK1 är en asteroid i huvudbältet som upptäcktes den 31 augusti 1978 av den rysk-sovjetiske astronomen Nikolaj Tjernych vid Krims astrofysiska observatorium på Krim. Den har fått sitt namn efter professorn vid Kievs universitet Ihor Astapovytj.
Asteroiden har en diameter på ungefär 24 kilometer.